# Melittostylops hesparapium
Melittostylops hesparapium är en insektsart som beskrevs av Ragnar Kinzelbach 1971. Melittostylops hesparapium ingår i släktet Melittostylops och familjen stekelvridvingar. Inga underarter finns listade i Catalogue of Life.